# Paralbara
Paralbara is een geslacht van vlinders van de familie eenstaartjes (Drepanidae), uit de onderfamilie Drepaninae.

## Soorten
- P. achlyscarleta Chu & Wang
- P. muscularia (Walker, 1866)
- P. pallidinota Watson, 1968
- P. perhamata (Hampson, 1892)
- P. spicula Watson, 1968
- P. watsoni Holloway, 1976